# Sunset District (San Francisco)
Pour les articles homonymes, voir Sunset District.
Le Sunset District est un quartier de San Francisco en Californie.

## Situation
Le Sunset District est le plus grand quartier de San Francisco. Il est délimité par le Golden Gate Park au nord et l'Océan Pacifique à l'ouest (plus précisément Ocean Beach).
Plusieurs rues traversent le Sunset District : Lincoln, Hugo, Irving, Judah, Kirkham, Lawton, Moraga, Noriega, Ortega, Pacheco, Quintara, Rivera, Santiago, Taraval, Ulloa, Vicente, Wawona, Yorba, et Sloat.

## Monuments et lieux intéressants
- Zoo de San Francisco
- Lake Merced
- Grand View Park
- Fort Funston
- Golden Gate National Recreation Area